# 頓宮裕人
頓宮裕人（とんぐう ゆうと、男性、1994年1月19日 - ）は、滋賀県出身のバスケットボール選手である。ポジションはパワーフォワード/センター。身長198cm、体重95kg。

## 来歴
小学5年生の時、兄が所属していたミニバスケットボールチームに入団。
日野町立日野中学校、東山高校を経て、東海大学卒業。2011年と2015年にアンダーカテゴリーの日本代表に選出されている。
2016年、実業団チームの新生紙パルプ商事に所属。
2016年12月、Bリーグの京都ハンナリーズに入団。
2019-20シーズンは島根スサノオマジックに所属。
2020-21シーズンは滋賀レイクスターズに所属。
2021-22シーズンはB2の香川ファイブアローズに移籍した。37試合に出場し、平均2.5得点、1.1リバウンドを記録。同シーズン限りで現役を引退。

## 経歴
- 東山高校 - 東海大学 - 新生紙パルプ商事株式会社 - 京都ハンナリーズ - 島根スサノオマジック - 滋賀レイクスターズ - 香川ファイブアローズ

## 記録
| シーズン   | チーム | GP | GS | MPG | FG%  | 3P% | FT%  | RPG | APG | SPG | BPG | TO  | PPG |
| ---------- | ------ | -- | -- | --- | ---- | --- | ---- | --- | --- | --- | --- | --- | --- |
| B1 2017-18 | 京都   | 6  |    | 1.3 | .286 |     | .250 | 0.3 | 0.0 | 0.0 | 0.0 | 0.2 | 0.8 |
| B1 2017-18 | 京都   | 26 |    | 3.1 | .200 |     | .200 | 0.3 | 0.0 | 0.1 | 0.0 | 0.2 | 0.6 |

## 日本代表歴
- 2011年 U-18日本代表 (第19回日・韓・中ジュニア交流競技会)[2]
- 2015年 U-24日本代表 (第28回ユニバーシアード競技大会)[2]